# Divisão Central (NBA)
A Divisão Central (em inglês:  Central Division) é uma das três divisões da Conferência Leste da National Basketball Association. A Divisão Central foi criada em 1949, porém só durou aquela temporada (1949-50), e foi vencida pelo Minneapolis Lakers, atuais Los Angeles Lakers. A divisão voltou em 1970, quando o título foi conquistado pelo Baltimore Bullets e é mantida até os dias de hoje. Esta divisão conta com times que cercam a região dos Grandes Lagos da América do Norte: Chicago Bulls, Cleveland Cavaliers, Detroit Pistons, Indiana Pacers e Milwaukee Bucks.  

## Times Atuais
- Chicago Bulls
- Cleveland Cavaliers
- Detroit Pistons
- Indiana Pacers
- Milwaukee Bucks

## Ex-Times da Divisão Central

### Agora na Divisão Sudeste
- Atlanta Hawks
- Orlando Magic
- Washington Bullets (agora Wizards)

### Agora na Divisão Sudoeste
- Houston Rockets
- New Orleans Hornets (agora Pelicans)
- San Antonio Spurs

### Agora em Outras Divisões/Conferências
- Cincinnati Royals (Pacífico, como Sacramento Kings)
- Minneapolis Lakers (Pacífico, como Los Angeles Lakers)
- New Orleans Jazz (Noroeste, como Utah Jazz)
- Toronto Raptors (Atlântico)

## Linha do Tempo
|  | Time da divisão atual  |
|  | Antigo time da divisão |

## Campeões da Divisão Central
| - 1950: Minneapolis Lakers - 1971: Baltimore Bullets - 1972: Baltimore Bullets - 1973: Baltimore Bullets - 1974: Capital Bullets - 1975: Washington Bullets - 1976: Cleveland Cavaliers - 1977: Houston Rockets - 1978: San Antonio Spurs - 1979: San Antonio Spurs | - 1980: Atlanta Hawks - 1981: Milwaukee Bucks - 1982: Milwaukee Bucks - 1983: Milwaukee Bucks - 1984: Milwaukee Bucks - 1985: Milwaukee Bucks - 1986: Milwaukee Bucks - 1987: Atlanta Hawks - 1988: Detroit Pistons - 1989: Detroit Pistons | - 1990: Detroit Pistons - 1991: Chicago Bulls - 1992: Chicago Bulls - 1993: Chicago Bulls - 1994: Atlanta Hawks - 1995: Indiana Pacers - 1996: Chicago Bulls - 1997: Chicago Bulls - 1998: Chicago Bulls - 1999: Indiana Pacers | - 2000: Indiana Pacers - 2001: Milwaukee Bucks - 2002: Detroit Pistons - 2003: Detroit Pistons - 2004: Indiana Pacers - 2005: Detroit Pistons - 2006: Detroit Pistons - 2007: Detroit Pistons - 2008: Detroit Pistons - 2009: Cleveland Cavaliers | - 2010: Cleveland Cavaliers - 2011: Chicago Bulls - 2012: Chicago Bulls - 2013: Indiana Pacers - 2014: Indiana Pacers - 2015: Cleveland Cavaliers - 2016: Cleveland Cavaliers - 2017: Cleveland Cavaliers - 2018: Cleveland Cavaliers - 2019: Milwaukee Bucks | - 2020: Milwaukee Bucks - 2021: Milwaukee Bucks - 2022: Milwaukee Bucks - 2023: Milwaukee Bucks - 2024: Milwaukee Bucks - 2025: Cleveland Cavaliers |

## Títulos da Divisão Central
- 13: Milwaukee Bucks
- 9: Detroit Pistons
- 8: Chicago Bulls
- 8: Cleveland Cavaliers
- 6: Indiana Pacers
- 5: Washington Bullets*
- 3: Atlanta Hawks*
- 2: San Antonio Spurs*
- 1: Minneapolis Lakers*
- 1: Houston Rockets*

(*) Não pertencem mais a Divisão Central

## Resultados
- Campeões da NBA: Washington Bullets (1978), Detroit Pistons (1989, 1990, 2004), Chicago Bulls (1991, 1992, 1993, 1996, 1997, 1998), Cleveland Cavaliers (2016), Milwaukee Bucks (2021)
- Campeões da Conferência: Baltimore/Washington Bullets (1971, 1975, 1978), Detroit Pistons (1988, 1989, 1990, 2004, 2005), Chicago Bulls (1991, 1992, 1993, 1996, 1997, 1998), Indiana Pacers (2000), Cleveland Cavaliers (2007, 2015, 2016, 2017), Milwaukee Bucks (2021)